# ميل ريتشاردسون (سياسي)
ميل ريتشاردسون (بالإنجليزية: Mel Richardson)‏ هو مقدم برامج إذاعية وسياسي أمريكي، ولد في 29 أبريل 1928، وتوفي في 11 ديسمبر 2014. حزبياً، نشط في الحزب الجمهوري. وقد انتخب عضو مجلس ولاية أيداهو وانتخب عضو مجلس نواب ايداهو.